# ریش‌ماهی‌ها
ریش‌ماهی‌ها (سرده) (نام علمی: Polymixiidae) نام تیره‌ای از رده پرتوبالگان است.